# Leijn Loevesijn
Leijn Loevesijn (nascido em 2 de janeiro de 1949) é um ex-ciclista holandês que participava em competições de ciclismo de pista.
Nos Jogos Olímpicos de Verão de 1968 na Cidade do México, conquistou uma medalha de prata na prova tandem, juntamente com Jan Jansen, e terminou em quinto na corrida de velocidade e sexto na corrida de 1 km contrarrelógio. No Campeonato Mundial de Pista, conquistou uma medalha de bronze no sprint em 1970 e uma medalha de ouro no sprint em 1971. Entre 1968 e 1976, ele conquistou onze títulos nacionais nas disciplinas de sprint.
Depois disso, ele se tornou profissional. Em 1971, foi campeão mundial de sprint. Foi o primeiro campeão mundial holandês desde Jan Derksen em 1957, e que levaria até 2004 antes de Theo Bos iria sucedê-lo.
Loevesijn terminou sua carreira como ciclista profissional em 1976. Depois, ele tentou combinar suas atividades de ciclismo com seu trabalho, mas em vão. Até sua aposentadoria em 2014 Leijn Loevesijn atuou como engenheiro de planejamento com os serviços de gestão e de águas residuais da cidade de Amesterdã. Atualmente ele está indiretamente envolvido no ciclismo.

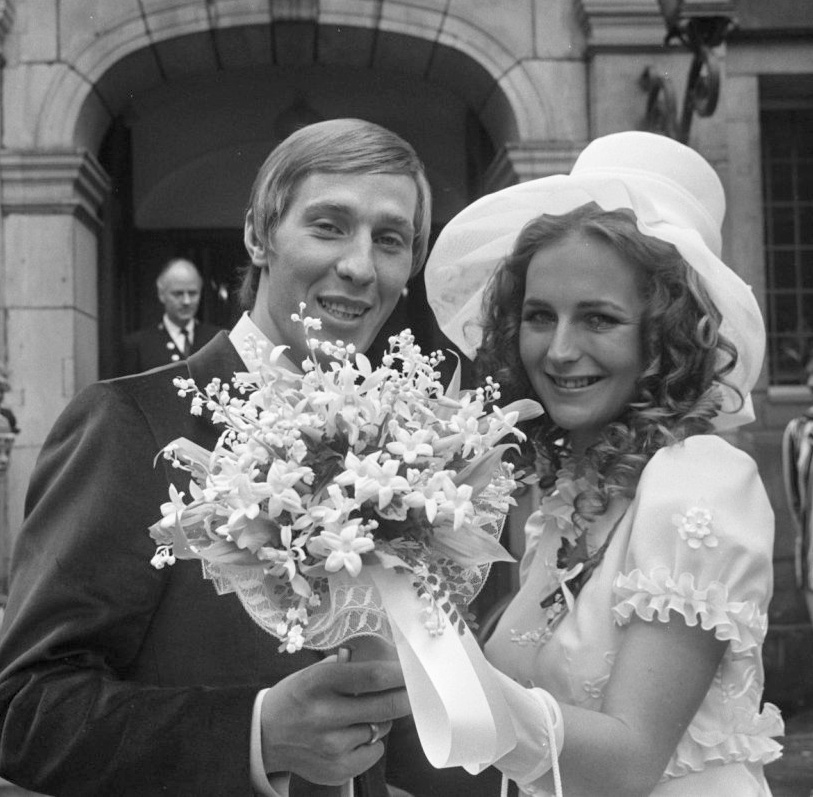
Loevesijn vai se casar com Ineke Vink, em agosto de 1972

## Equipes
- 1969: Batavus - Continental - Alcina
- 1970: Flandria - Mars
- 1971: TI - Carlton
- 1972: Raleigh
- 1973: Raleigh
- 1974: TI - Raleigh
- 1975: G.G.M.C. - Eskagé
- 1976: G.G.M.C. - Eskagé
- 1979: individual

## Vitórias
1968
- NK 1 km contrarrelógio, amadores
- NK Tandem, amadores; com Jan Jansen
- 2º nos Jogos Olímpicos, Tandem; com Jan Jansen

1969
- NK Baan, Sprint, Profissional
- NK corrida de pista (50 km)

1970
- NK Baan, Sprint, Profissional

1971
- NK Baan, Sprint, Profissional
- Campeão mundial de pista, Sprint, Elite

1972
- NK Baan, Sprint, Profissional

1973'
- NK Baan, Sprint, Profissional

1974
- NK Baan, Sprint, Profissional

1975
- NK Baan, Sprint, Profissional

1976
- NK Baan, Sprint, Profissional